# Saint-Hilaire-la-Palud
Saint-Hilaire-la-Palud é uma comuna francesa na região administrativa da Nova Aquitânia, no departamento de Deux-Sèvres. Estende-se por uma área de 34,12 km². Em 2010 a comuna tinha 1 559 habitantes (densidade: 45,7 hab./km²).